# Belgiska tronföljden

Belgiens statsvapen.

I Belgien kan både män och kvinnor ärva tronen.

## Den nuvarande successionsordningen i Belgien

### UnderPhilippe
1. Prinsessan Elisabeth av Belgien (Philippes dotter)
2. Prins Gabriel av Belgien (Philippes son)
3. Prins Emmanuel av Belgien (Philippes son)
4. Prinsessan Eléonore av Belgien (Philippes dotter)
5. Prinsessan Astrid av Belgien (Philippes syster)
6. Prins Amedeo av Belgien (Prinsessan Astrids son)
7. ärkehertiginna Anna Astrid av Österrike-Este (Prins Amedeos dotter)
8. ärkehertig Maximilian av Österrike-Este (Prins Amedeos son)
9. ärkehertiginna Alix av Österrike-Este (Prins Amedeos dotter)
10. Prinsessan Maria Laura av Belgien (Prinsessan Astrids dotter)
11. Albert Isvy (Prinsessan Maria Lauras son)
12. Prins Joachim av Belgien (Prinsessan Astrids son)
13. Prinsessan Luisa Maria av Belgien (Prinsessan Astrids dotter)
14. Prinsessan Laetitia Maria av Belgien (Prinsessan Astrids dotter)
15. Prins Laurent av Belgien (Philippes bror)
16. Prinsessan Louise av Belgien (Prins Laurents dotter)
17. Prins Nicolas av Belgien (Prins Laurents son)
18. Prins Aymeric av Belgien (Prins Laurents son)